# 金子新
金子 新（かねこ しん、1905年3月26日 - 没年不詳）は、日本の俳優、元歌舞伎役者である。本名は金子 金太郎（かねこ きんたろう）。旧芸名は實川 若之助（じつかわ じゃくのすけ）、金子 庸之助（かねこ ようのすけ）。金子 伸と表記に揺れがある。マキノ・プロダクションの主要人物の一人である。

## 来歴・人物
1905年（明治38年）3月26日、東京府東京市浅草区浅草新吉原（現在の東京都台東区千束3-4丁目辺り）に生まれる。1912年（明治45年）、7歳で實川延若（1877年 - 1951年）の一座に加わり、浪花座で初舞台を踏む。1917年（大正6年）には正式に延若の門下となり、實川若之助と改名する。
1925年（大正14年）、実川延松プロダクションに入社し、同年10月4日公開の勝見正義監督映画『目明し佐吉の死』で映画デビューを果たすが、諸事情により間も無く退社。1926年（大正15年）9月、マキノ・プロダクションに入社。芸名も金子新と改名し、以後、同社の主要人物の一人として多数の作品に出演する。1928年（昭和3年）に発行された『日本映画俳優名鑑 昭和四年版』（映画世界社）など一部の資料によれば、京都府葛野郡花園村上谷口龍安寺斎宮町（現在の同府京都市右京区龍安寺斎宮町）に住み、身長は5尺2寸5分（約159.1センチメートル）、体重は13貫300匁（約49.9キログラム）、趣味は長唄、三味線、浄瑠璃、投扇興であり、鰻、洋食、甘味の物が嗜好であるという。
1931年（昭和6年）のマキノ・プロダクション解散後は、同社の監督であった金森萬象（1893年 - 1982年）が設立した協立映画プロダクションに参加。2本の作品に出演した後、1932年（昭和7年）、金子庸之助と改名して嵐寛寿郎プロダクションへ移籍。しかし、同年8月12日に公開された並木鏡太郎監督映画『浪人笠五十三次』以降の出演作品が見当たらず、以後の消息は不明である。トーキー作品への出演は1作もなく、出演作品はすべてサイレント映画であった。没年不詳。金子の来歴について記載されている資料はほとんど存在しない。

## 出演作品

### マキノ・プロダクション御室撮影所
特筆以外、全て製作は「マキノ・プロダクション御室撮影所」、配給は「マキノ・プロダクション」、全てサイレント映画、全て「金子新」名義である。
- 『目明し佐吉の死』：総指揮マキノ省三、監督勝見正義、共作実川延松プロダクション、1925年10月4日公開
- 『浪人地獄』：監督高見貞衛、1926年12月10日公開
- 『影法師捕物帳 前篇』：監督二川文太郎、1926年12月31日公開 - 旗本次男鼓藤四郎
- 『鳴門秘帖 第三篇』：指揮マキノ省三、監督沼田紅緑、1927年2月9日公開 - 竹屋三位卿
- 『影法師捕物帳 後篇』：監督二川文太郎、1927年4月1日公開 - 鼓藤四郎
- 『鳴門秘帖 第四篇』：監督城戸四郎、1927年5月27日公開 - 竹屋三位卿
- 『鳴門秘帖 第五篇』：監督城戸四郎、1927年6月3日公開 - 竹屋三位卿
- 『青春』：総指揮マキノ省三、監督金森萬象、1927年6月24日公開 - 若武者
- 『鳴門秘帖 第六篇』：監督城戸四郎、1927年7月14日公開 - 竹屋三位卿
- 『敵討鑓諸共』：監督人見吉之助、1927年7月29日公開 - 元助
- 『鳴門秘帖 最終篇』：監督城戸四郎、1927年9月15日公開 - 竹屋三位卿
- 『万花地獄 第四篇』：監督中島寶三、1927年9月23日公開 - 花又三日之助
- 『盛綱』：監督マキノ省三、1927年10月14日公開 - 信楽太郎
- 『旅の者心中』：総指揮マキノ省三、監督中島寶三、1927年10月21日公開 - め組の勘太
- 『砂絵呪縛 終篇』：監督金森萬象、1927年12月15日公開 - 杉生左門
- 『悪党』：監督富澤進郎、1928年1月29日公開 - 辰馬の友山本良久兵衛
- 『神州天馬侠 第一篇』：監督曽根純三、1928年2月3日公開 - 木幡民部
- 『倶利加羅峠 愛怨篇』（『くりから峠』）：監督中島寳三、1928年2月3日公開
- 『忠魂義烈 実録忠臣蔵』：総指揮・監督マキノ省三、1928年3月14日公開 - 院使　高野中納言、潮田又之丞高教（東下り）
- 『女心紅椿』：監督小石栄一、1928年3月15日公開
- 『神州天馬侠 第二篇』：監督曽根純三、1928年4月27日公開 - 木幡民部
- 『雷電』：監督マキノ省三、松田定次、1928年6月29日公開 - 佐竹公
- 『神州天馬侠 第三篇』：監督吉野二郎、1928年7月27日公開 - 木幡民部
- 『闇川堤』：監督城戸四郎、1928年8月3日公開
- 『神州天馬侠 第四篇』：監督吉野二郎、1928年9月21日公開 - 木幡民部
- 『隼六剣士 前篇』：監督金森萬象、1929年1月5日公開 - 黒鹿毛文吾之助・平宗治
- 『隼六剣士 後篇』：監督金森萬象、1929年1月10日公開 - 黒鹿毛文吾之助・平宗治
- 『大化新政』：監督マキノ省三、1929年3月1日公開 - 安孫子宿願
- 『元和豪侠伝』：監督金森萬象、1929年3月8日公開 - 五百城草之助
- 『怪異千姫狂乱』：監督中島寶三、1929年7月5日公開 - 小間物与吉
- 『西南戦争』：総指揮マキノ省三、監督中島寶三、1929年10月4日公開 - 伊丹彦四郎
- 『彦左漫遊記』：監督吉野二郎、1929年11月28日公開 - 加藤明成
- 『天保水滸伝』：監督押本七之輔、1930年1月5日公開 - 羽計の勇吉
- 『人斬伊太郎』：監督並木鏡太郎、1930年2月28日公開 - 田中屋清三郎
- 『日本巌窟王 前篇』：監督中島寶三、1930年3月14日公開 - 庄五郎
- 『日本巌窟王 後篇』：監督中島寶三、1930年4月4日公開 - 庄五郎
- 『吉原百人斬』：総指揮マキノ省三、監督中島寶三、1930年6月6日公開 - 米屋の伜辰造
- 『恋寝刃 伊勢音頭』：監督勝見正義、1930年8月29日公開 - 今田万次郎
- 『お化同心』：監督中島寶三、1930年9月5日公開 - 石子伴作
- 『中山七里』：監督並木鏡太郎、1930年11月21日公開 - 徳之助
- 『続お洒落狂女』：監督吉野二郎、1930年12月19日公開 - 真田庄五郎
- 『片手無念流 前篇』：監督根岸東一郎、1931年4月3日公開
- 『紅蝙蝠 前篇』：監督勝見正義、1931年3月13日公開

### 協立映画プロダクション
全て製作・配給は「協立映画プロダクション」、全てサイレント映画、全て「金子新」名義である。
- 『魔の上海』：監督金森萬象、1932年5月1日公開
- 『光を仰ぎて』：監督金森萬象、1932年月日不明公開 - 主演

### 嵐寛寿郎プロダクション
全て製作は「嵐寛寿郎プロダクション」、配給は「新興キネマ」、全てサイレント映画、全て「金子庸之助」名義である。
- 『浪人笠五十三次』：監督並木鏡太郎、1932年8月12日公開 - 殿様